# Rocha do Touro
Rocha do Touro é uma elevação portuguesa localizada na intersecção entre a freguesia da Caveira e as Freguesias da Fazenda e da Lomba,  no concelho de Lajes das Flores, ilha das Flores, arquipélago dos Açores.
Este acidente geológico tem o seu ponto mais elevado a 332 metros de altitude acima do nível do mar, próximo a esta formação encontra-se a Fajã denominada Portas da Fajã, o Miradouro da Rocha do Touro, o Porto da Lomba e o Miradouro do Espigão.